# Theology and Philosophy of Education
Theology and Philosophy of Education (TAPE) is een internationaal wetenschappelijk digitaal tijdschrift voor onderwijstheologie en onderwijsfilosofie. Het tijdschrift wordt uitgegeven door de Tsjechische Christelijke Academie, Pedagogische Afdeling, en verschijnt twee keer per jaar. Het tijdschrift is opgericht op 20 januari 2022 , het eerste nummer verscheen op 25 mei 2022  . De oprichting van het tijdschrift TAPE vond plaats op de "Winter School of Educational Philosophy" in 2022 , die, net als het tijdschrift, voortkwam uit het nalatenschap van de oprichter van de Czech School of Educational Philosophy,   Radim Palouš , en de "first lady" van de Tsjechische onderwijsfilosofie, Jaroslava Pešková   . TAPE erkent expliciet het nalatenschap van de Tsjechische theoloog Josef Zvěřina   en zijn Teologie Agapé. 
TAPE is een openbaar tijdschrift, met als belangrijkste doel een bijdrage te leveren aan de discussie over verschillende aspecten van onderwijstheologie en onderwijsfilosofie door het publiceren van peer reviewed artikelen. TAPE creëert ruimte voor discussie over filosofische, theologische en onderwijskundige (pedagogische) vraagstukken, ter versterking van onderlinge relaties en eventuele samenwerking van stakeholders.

## Opname in databases
Het tijdschrift TAPE heeft een ISSN en is opgenomen in de internationale database van theologische tijdschriften , in de database van Centraal- en Oost-Europese online tijdschriften CEEOL , in de OpenArchives-database , in de BASE-database  en in de WorldCat-database .

## Koppelingen

### Gerelateerde artikelen
- Filosofie van het onderwijs